# Lubiatów (województwo łódzkie)
Lubiatów – wieś w Polsce położona w województwie łódzkim, w powiecie piotrkowskim, w gminie Wolbórz.
W latach 1975–1998 miejscowość administracyjnie należała do województwa piotrkowskiego.

## Zabytki
Według rejestru zabytków Narodowego Instytutu Dziedzictwa na listę zabytków wpisany jest obiekt:
- park dworski, nr rej.: 20/P-IX-5 z 26.10.1948 oraz 308 z 31.08.1983